# Melhor Jogador do Mundo pela FIFA
O prêmio Melhor Jogador do Ano (em inglês, FIFA World Player of the Year) oferecido pela FIFA foi uma distinção anual para futebolistas entregue aos dois jogadores (de ambos os sexos) considerados como os melhores do mundo.
Criado em 1991, teve em 2009 uma alteração em sua denominação para a premiação masculina, quando anunciou-se a unificação desta com a Ballon d'Or, que fora outrora entregue pela revista francesa France Football, criando assim a FIFA Ballon d'Or. A partir 2016, a FIFA e a revista francesa voltaram a realizar premiações separadas: a France Football voltou a realizar o Ballon d'Or e a FIFA voltou a realizar sua tradicional premiação, denominando-a nesta nova fase como The Best FIFA Football Awards.

## Votação
A eleição do melhor do mundo era baseada em votos de treinadores e capitães de equipes em vários países. O sistema de votação determinava que um treinador teria três votos com pesos de, respectivamente, cinco, três e um pontos, sendo o apuramento do resultado do jogador com mais pontos somados.

## História
A entrega do prêmio iniciou-se em 1991 apenas para o futebol masculino. Em 2001, com a ascensão do futebol feminino, passou a ser entregue também para as mulheres. Teve o alemão Lothar Matthäus como primeiro vencedor entre os homens e a estadunidense Mia Hamm como primeira vencedora entre as mulheres.
O jogador mais jovem a receber este prêmio foi o brasileiro Ronaldo que foi distinguido, em 1996, com apenas 20 anos. Em 1997, foi-lhe novamente atribuída a distinção, o que o tornou o primeiro jogador do sexo masculino a ser premiado duas vezes consecutivas (posteriormente, Mia Hamm, Birgit Prinz e Marta conseguiram o mesmo feito, no feminino, e Ronaldinho, no masculino). Birgit Prinz, Marta, Ronaldo e Zinédine Zidane são os únicos jogadores que foram premiados três vezes.
Em 2004, o brasileiro Ronaldinho Gaúcho, do Barcelona se tornou o primeiro futebolista (e único neste formato) a receber o prêmio da FIFA de Melhor Jogador do Ano sem ter vencido nenhum título.
Já em 2005, Ronaldinho se tornou o mais unânime ganhador do prêmio, vencendo-o com uma margem de 650 pontos de diferença (956 pontos) para o segundo colocado, o inglês Frank Lampard, do Chelsea, que obteve 306 pontos na votação, tornando-se também vencedor por duas vezes consecutivas.
Em 2006, Fabio Cannavaro foi o primeiro zagueiro a ganhar o prêmio.
Em 5 de julho de 2010, a FIFA anunciou o fim do prêmio de Melhor Jogador do Mundo, após a unificação deste com o Ballon d'Or, concedido pela revista francesa France Football. Sendo assim, foi criado um novo prêmio, a FIFA Ballon d'Or, semelhante ao anterior, mas com esta nova denominação.

## Masculino

### Vencedores e finalistas

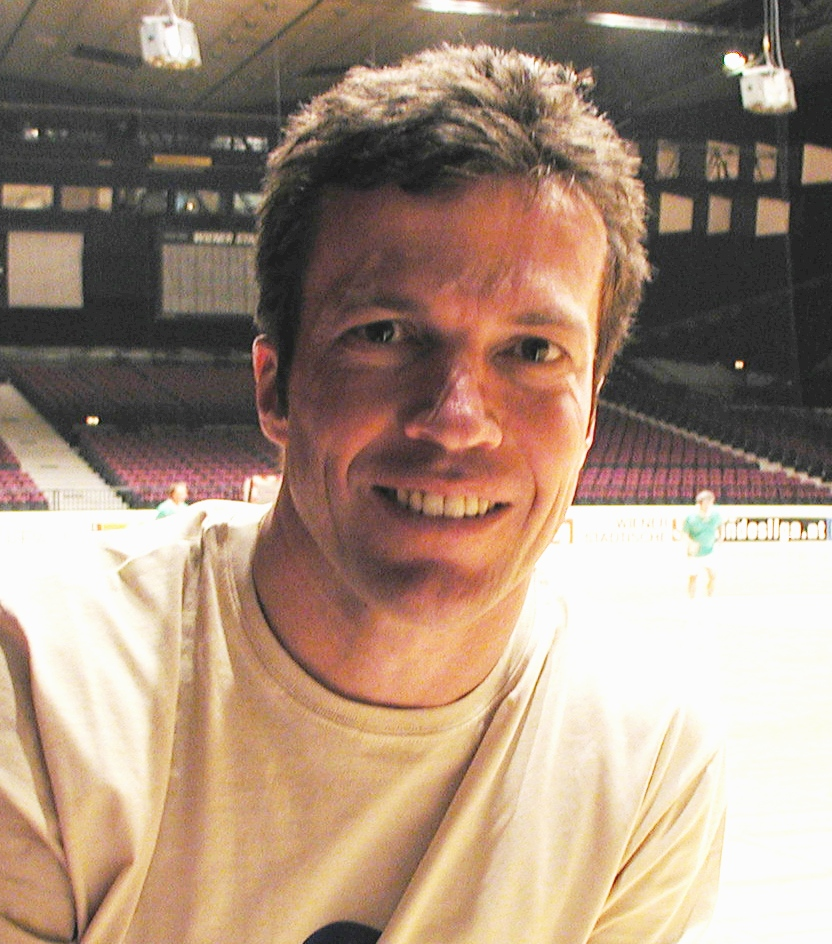
O alemão Lothar Matthäus, primeiro vencedor do prêmio masculino (1991)

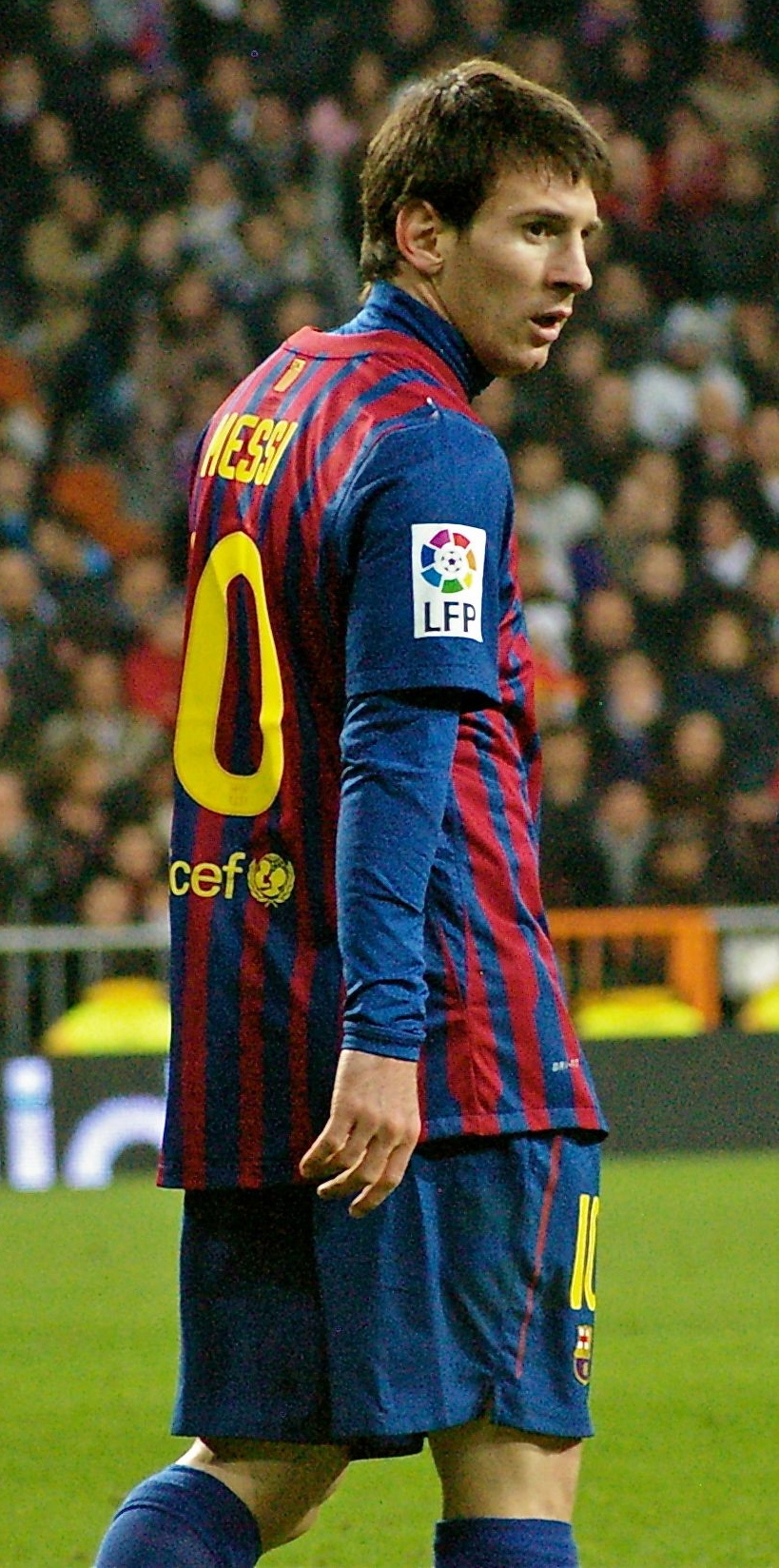
O argentino Lionel Messi, último vencedor do prêmio masculino, antes da sua fusão (2009)

| Ano | Colocação                                                                                                  | Jogador | Nacionalidade                                                                                              | Posição | Ref.   |
| --- | --- | --- | --- | --- | ------ |
| 1991 Detalhes                                                                                              | 1°. | Lothar Matthäus                                                                                            | Alemanha                                                                                                   | Meia | [ 7 ]  |
| 1991 Detalhes                                                                                              | 2°. | Jean-Pierre Papin                                                                                          | França | Atacante                                                                                                   | [ 7 ]  |
| 1991 Detalhes                                                                                              | 3°. | Gary Lineker                                                                                               | Inglaterra                                                                                                 | Atacante                                                                                                   | [ 7 ]  |
| 1992 Detalhes                                                                                              | 1°. | Marco van Basten                                                                                           | Países Baixos                                                                                              | Atacante                                                                                                   | [ 13 ] |
| 1992 Detalhes                                                                                              | 2°. | Hristo Stoichkov                                                                                           | Bulgária                                                                                                   | Atacante                                                                                                   | [ 13 ] |
| 1992 Detalhes                                                                                              | 3°. | Thomas Häßler                                                                                              | Alemanha                                                                                                   | Meia | [ 13 ] |
| 1993 Detalhes                                                                                              | 1°. | Roberto Baggio                                                                                             | Itália | Atacante                                                                                                   | [ 14 ] |
| 1993 Detalhes                                                                                              | 2°. | Romário | Brasil | Atacante                                                                                                   | [ 14 ] |
| 1993 Detalhes                                                                                              | 3°. | Dennis Bergkamp                                                                                            | Países Baixos                                                                                              | Atacante                                                                                                   | [ 14 ] |
| 1994 Detalhes                                                                                              | 1°. | Romário | Brasil | Atacante                                                                                                   | [ 15 ] |
| 1994 Detalhes                                                                                              | 2°. | Hristo Stoichkov                                                                                           | Bulgária                                                                                                   | Atacante                                                                                                   | [ 15 ] |
| 1994 Detalhes                                                                                              | 3°. | Roberto Baggio                                                                                             | Itália | Atacante                                                                                                   | [ 15 ] |
| 1995 Detalhes                                                                                              | 1°. | George Weah                                                                                                | Libéria | Atacante                                                                                                   | [ 16 ] |
| 1995 Detalhes                                                                                              | 2°. | Paolo Maldini                                                                                              | Itália | Zagueiro                                                                                                   | [ 16 ] |
| 1995 Detalhes                                                                                              | 3°. | Jürgen Klinsmann                                                                                           | Alemanha                                                                                                   | Atacante                                                                                                   | [ 16 ] |
| 1996 Detalhes                                                                                              | 1°. | Ronaldo | Brasil | Atacante                                                                                                   | [ 9 ]  |
| 1996 Detalhes                                                                                              | 2°. | George Weah                                                                                                | Libéria | Atacante                                                                                                   | [ 9 ]  |
| 1996 Detalhes                                                                                              | 3°. | Alan Shearer                                                                                               | Inglaterra                                                                                                 | Atacante                                                                                                   | [ 9 ]  |
| 1997 Detalhes                                                                                              | 1°. | Ronaldo | Brasil | Atacante                                                                                                   | [ 10 ] |
| 1997 Detalhes                                                                                              | 2°. | Roberto Carlos                                                                                             | Brasil | Lateral | [ 10 ] |
| 1997 Detalhes                                                                                              | 3°. (empate)                                                                                               | Dennis Bergkamp                                                                                            | Países Baixos                                                                                              | Atacante                                                                                                   | [ 10 ] |
| 1997 Detalhes                                                                                              | 3°. (empate)                                                                                               | Zinédine Zidane                                                                                            | França | Meia | [ 10 ] |
| 1998 Detalhes                                                                                              | 1°. | Zinédine Zidane                                                                                            | França | Meia | [ 17 ] |
| 1998 Detalhes                                                                                              | 2°. | Ronaldo | Brasil | Atacante                                                                                                   | [ 17 ] |
| 1998 Detalhes                                                                                              | 3°. | Davor Šuker                                                                                                | Croácia | Atacante                                                                                                   | [ 17 ] |
| 1999 Detalhes                                                                                              | 1°. | Rivaldo | Brasil | Meia | [ 18 ] |
| 1999 Detalhes                                                                                              | 2°. | David Beckham                                                                                              | Inglaterra                                                                                                 | Meia | [ 18 ] |
| 1999 Detalhes                                                                                              | 3°. | Gabriel Batistuta                                                                                          | Argentina                                                                                                  | Atacante                                                                                                   | [ 18 ] |
| 2000 Detalhes                                                                                              | 1°. | Zinédine Zidane                                                                                            | França | Meia | [ 19 ] |
| 2000 Detalhes                                                                                              | 2°. | Luís Figo                                                                                                  | Portugal                                                                                                   | Meia | [ 19 ] |
| 2000 Detalhes                                                                                              | 3°. | Rivaldo | Brasil | Meia | [ 19 ] |
| 2001 Detalhes                                                                                              | 1°. | Luís Figo                                                                                                  | Portugal                                                                                                   | Meia | [ 8 ]  |
| 2001 Detalhes                                                                                              | 2°. | David Beckham                                                                                              | Inglaterra                                                                                                 | Meia | [ 8 ]  |
| 2001 Detalhes                                                                                              | 3°. | Raúl González                                                                                              | Espanha | Atacante                                                                                                   | [ 8 ]  |
| 2002 Detalhes                                                                                              | 1°. | Ronaldo | Brasil | Atacante                                                                                                   | [ 20 ] |
| 2002 Detalhes                                                                                              | 2°. | Oliver Kahn                                                                                                | Alemanha                                                                                                   | Goleiro | [ 20 ] |
| 2002 Detalhes                                                                                              | 3°. | Zinédine Zidane                                                                                            | França | Meia | [ 20 ] |
| 2003 Detalhes                                                                                              | 1°. | Zinédine Zidane                                                                                            | França | Meia | [ 21 ] |
| 2003 Detalhes                                                                                              | 2°. | Thierry Henry                                                                                              | França | Atacante                                                                                                   | [ 21 ] |
| 2003 Detalhes                                                                                              | 3°. | Ronaldo | Brasil | Atacante                                                                                                   | [ 21 ] |
| 2004 Detalhes                                                                                              | 1°. | Ronaldinho                                                                                                 | Brasil | Meia | [ 22 ] |
| 2004 Detalhes                                                                                              | 2°. | Thierry Henry                                                                                              | França | Atacante                                                                                                   | [ 22 ] |
| 2004 Detalhes                                                                                              | 3°. | Andriy Shevchenko                                                                                          | Ucrânia | Atacante                                                                                                   | [ 22 ] |
| 2005 Detalhes                                                                                              | 1°. | Ronaldinho                                                                                                 | Brasil | Atacante                                                                                                   | [ 23 ] |
| 2005 Detalhes                                                                                              | 2°. | Frank Lampard                                                                                              | Inglaterra                                                                                                 | Meia | [ 23 ] |
| 2005 Detalhes                                                                                              | 3°. | Samuel Eto'o                                                                                               | Camarões                                                                                                   | Atacante                                                                                                   | [ 23 ] |
| 2006 Detalhes                                                                                              | 1°. | Fabio Cannavaro                                                                                            | Itália | Zagueiro                                                                                                   | [ 12 ] |
| 2006 Detalhes                                                                                              | 2°. | Zinédine Zidane                                                                                            | França | Meia | [ 12 ] |
| 2006 Detalhes                                                                                              | 3°. | Ronaldinho                                                                                                 | Brasil | Atacante                                                                                                   | [ 12 ] |
| 2007 Detalhes                                                                                              | 1°. | Kaká | Brasil | Meia | [ 24 ] |
| 2007 Detalhes                                                                                              | 2°. | Lionel Messi                                                                                               | Argentina                                                                                                  | Atacante                                                                                                   | [ 24 ] |
| 2007 Detalhes                                                                                              | 3°. | Cristiano Ronaldo                                                                                          | Portugal                                                                                                   | Atacante                                                                                                   | [ 24 ] |
| 2008 Detalhes                                                                                              | 1°. | Cristiano Ronaldo                                                                                          | Portugal                                                                                                   | Atacante                                                                                                   | [ 25 ] |
| 2008 Detalhes                                                                                              | 2°. | Lionel Messi                                                                                               | Argentina                                                                                                  | Atacante                                                                                                   | [ 25 ] |
| 2008 Detalhes                                                                                              | 3°. | Fernando Torres                                                                                            | Espanha | Atacante                                                                                                   | [ 25 ] |
| 2009 Detalhes                                                                                              | 1°. | Lionel Messi                                                                                               | Argentina                                                                                                  | Atacante                                                                                                   | [ 26 ] |
| 2009 Detalhes                                                                                              | 2°. | Cristiano Ronaldo                                                                                          | Portugal                                                                                                   | Atacante                                                                                                   | [ 26 ] |
| 2009 Detalhes                                                                                              | 3°. | Xavi Hernández                                                                                             | Espanha | Meia | [ 26 ] |
| Entre 2010 e 2015, o prêmio foi entregue em parceria com a France Football, e denominado FIFA Ballon d'Or. | Entre 2010 e 2015, o prêmio foi entregue em parceria com a France Football, e denominado FIFA Ballon d'Or. | Entre 2010 e 2015, o prêmio foi entregue em parceria com a France Football, e denominado FIFA Ballon d'Or. | Entre 2010 e 2015, o prêmio foi entregue em parceria com a France Football, e denominado FIFA Ballon d'Or. | Entre 2010 e 2015, o prêmio foi entregue em parceria com a France Football, e denominado FIFA Ballon d'Or. | [ 1 ]  |
| A partir de 2016, a premiação foi denominada de FIFA The Best                                              | | | | |        |

### Por jogador

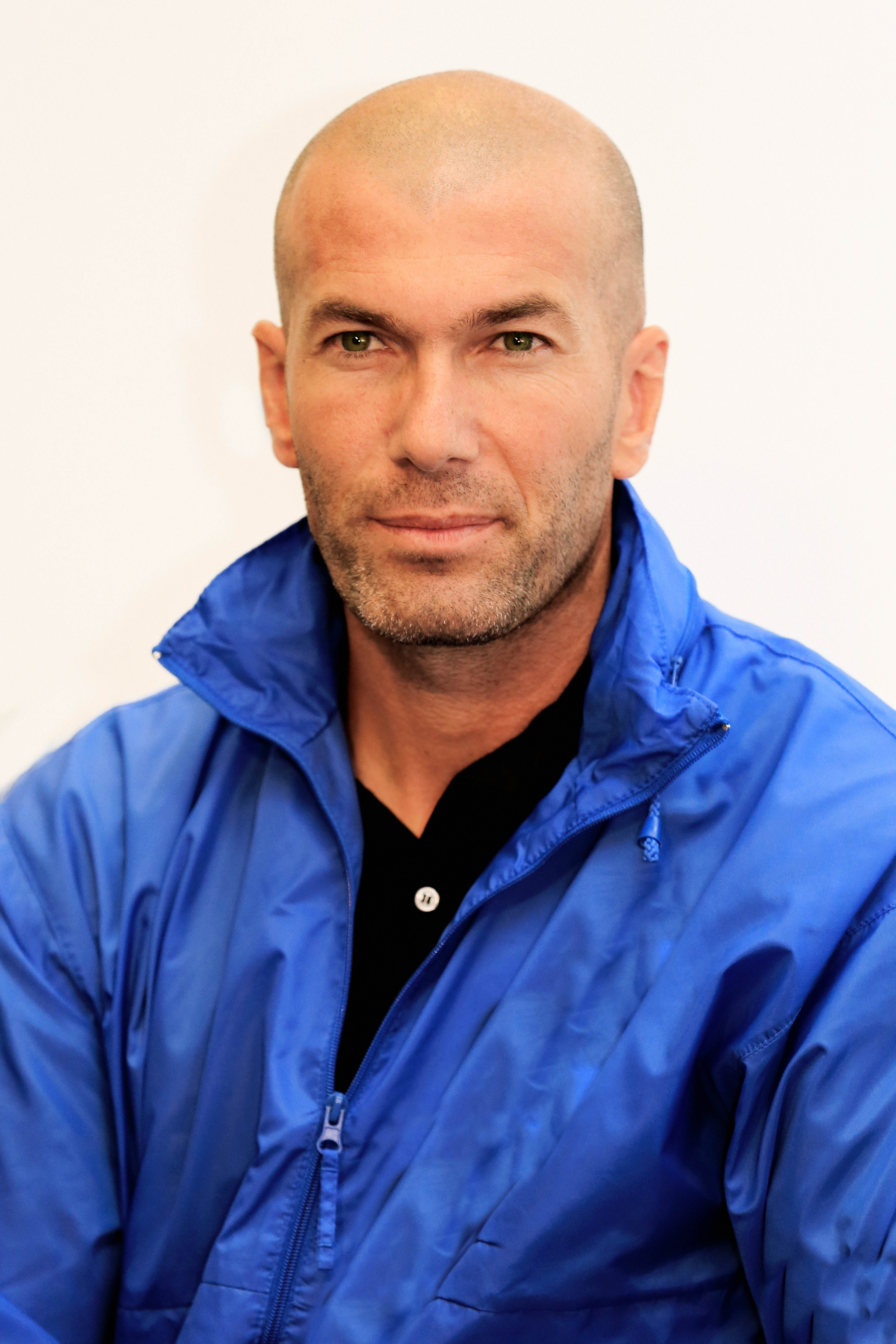
O francês Zinédine Zidane, que foi eleito três vezes o melhor do mundo e ficou seis vezes entre os três finalistas

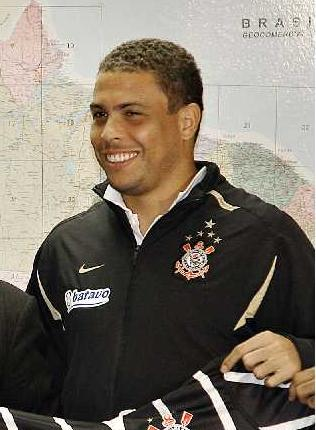
O brasileiro Ronaldo, mais jovem futebolista a receber o prêmio e primeiro a recebê-lo duas vezes seguidas, que também foi eleito três vezes e esteve cinco vezes entre os três finalistas

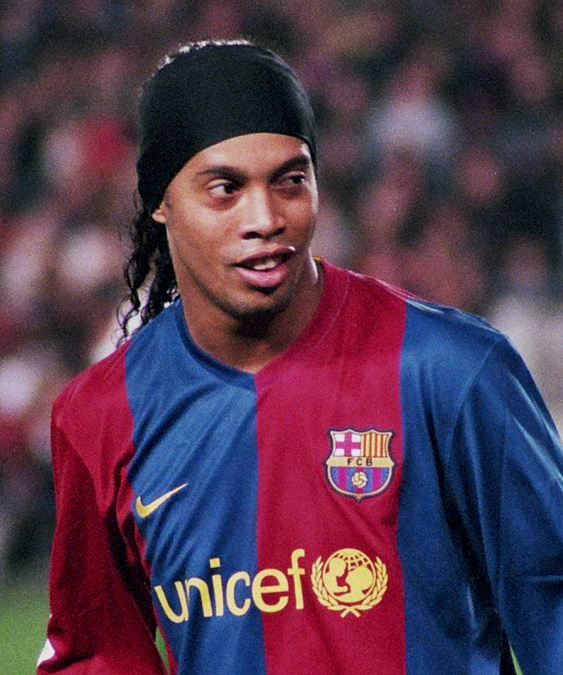
O brasileiro Ronaldinho, venceu duas vezes seguidas nas três vezes entre os três finalistas (2004, 2005 e 2006)

|    | Jogador           | Primeiro(s) | Segundo(s) | Terceiro(s) |
| -- | ----------------- | ----------- | ---------- | ----------- |
| 1  | Zinédine Zidane   | 3           | 1          | 2           |
| 2  | Ronaldo           | 3           | 1          | 1           |
| 3  | Ronaldinho        | 2           | 0          | 1           |
| 4  | Lionel Messi      | 1           | 2          | 0           |
| 5  | Cristiano Ronaldo | 1           | 1          | 1           |
| 6  | Romário           | 1           | 1          | 0           |
|    | Luís Figo         | 1           | 1          | 0           |
|    | George Weah       | 1           | 1          | 0           |
| 9  | Rivaldo           | 1           | 0          | 1           |
|    | Roberto Baggio    | 1           | 0          | 1           |
| 11 | Marco van Basten  | 1           | 0          | 0           |
|    | Lothar Matthäus   | 1           | 0          | 0           |
|    | Kaká              | 1           | 0          | 0           |
|    | Fabio Cannavaro   | 1           | 0          | 0           |

### Por país
| Prêmios | País          |
| ------- | ------------- |
| 8       | Brasil        |
| 3       | França        |
| 2       | Portugal      |
| 2       | Itália        |
| 1       | Países Baixos |
| 1       | Libéria       |
| 1       | Alemanha      |
| 1       | Argentina     |

## Feminino

### Vencedoras e finalistas

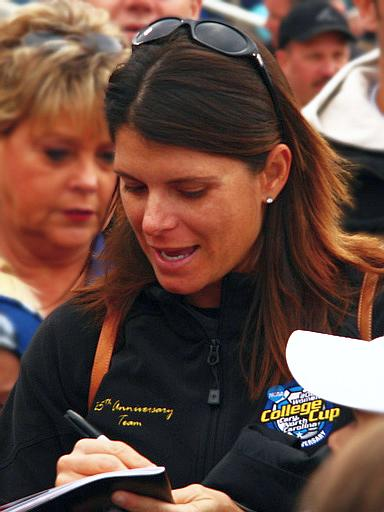
A estadunidense Mia Hamm, primeira vencedora do prêmio feminino e eleita melhor do mundo duas vezes (2001 e 2002)

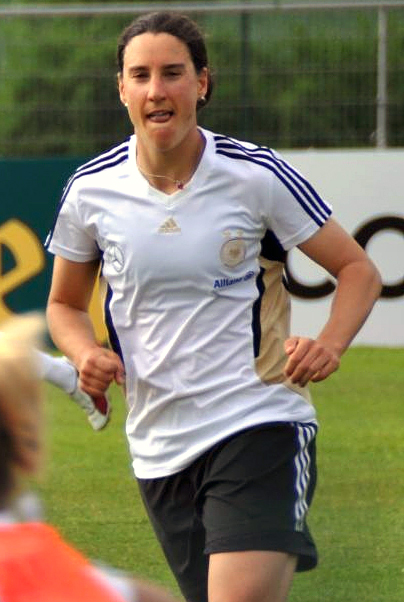
A alemã Birgit Prinz venceu três vezes: 2003, 2004 e 2005

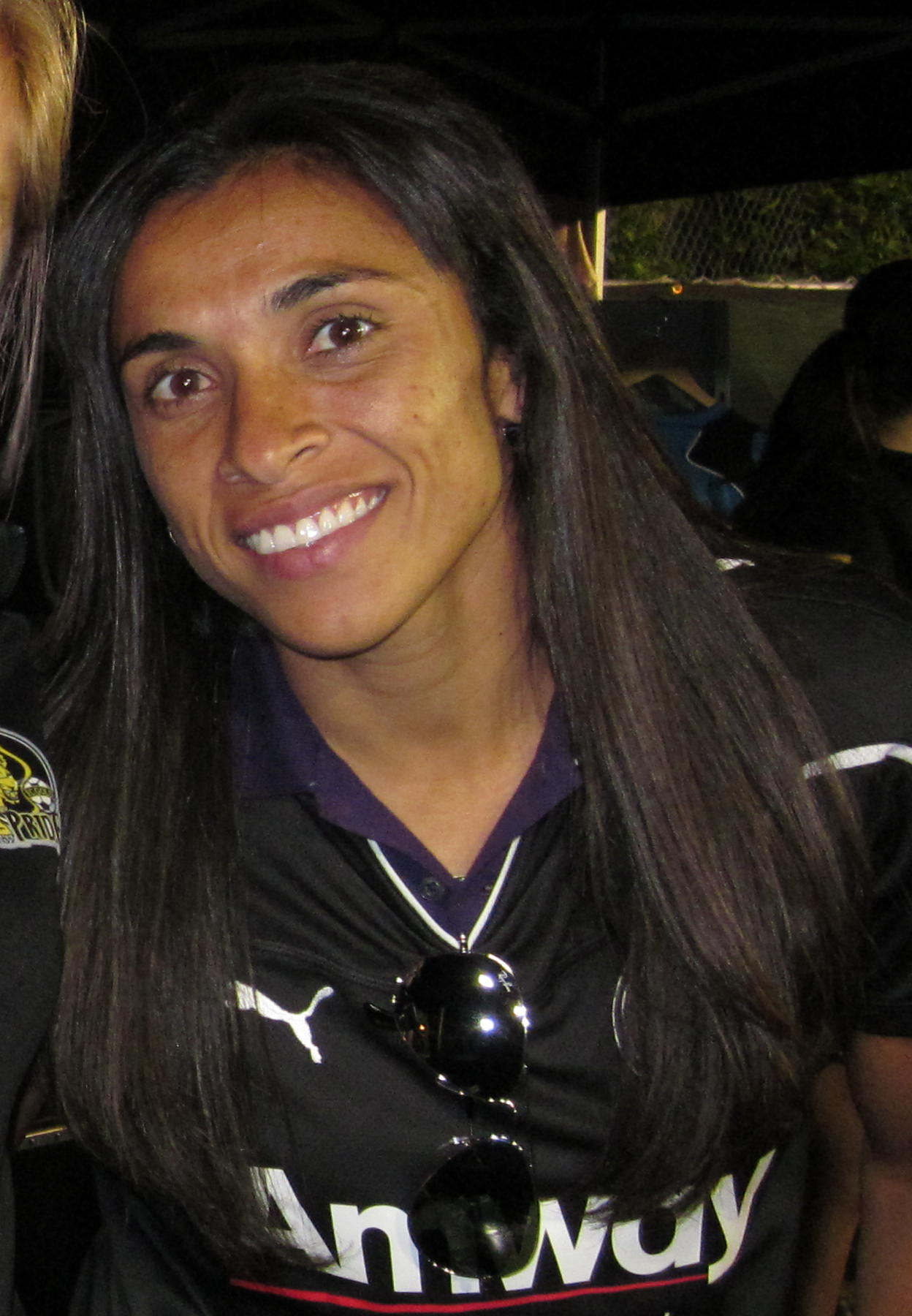
A brasileira Marta completa o time de vencedoras do prêmio feminino e é a maior vencedor da história do prêmio: Cinco vezes (2006 a 2009 e 2018, última edição)

| Ano | Colocação                                                                                                  | Jogadora                                                                                                   | Nacionalidade                                                                                              | Posição | Ref.   |
| --- | --- | --- | --- | --- | ------ |
| 2001 Detalhes                                                                                              | 1°. | Mia Hamm                                                                                                   | Estados Unidos                                                                                             | Atacante                                                                                                   | [ 8 ]  |
| 2001 Detalhes                                                                                              | 2°. | Sun Wen | China | Atacante                                                                                                   | [ 8 ]  |
| 2001 Detalhes                                                                                              | 3°. | Tiffeny Milbrett                                                                                           | Estados Unidos                                                                                             | Atacante                                                                                                   | [ 8 ]  |
| 2002 Detalhes                                                                                              | 1°. | Mia Hamm                                                                                                   | Estados Unidos                                                                                             | Atacante                                                                                                   | [ 20 ] |
| 2002 Detalhes                                                                                              | 2°. | Birgit Prinz                                                                                               | Alemanha                                                                                                   | Atacante                                                                                                   | [ 20 ] |
| 2002 Detalhes                                                                                              | 3°. | Sun Wen | China | Atacante                                                                                                   | [ 20 ] |
| 2003 Detalhes                                                                                              | 1°. | Birgit Prinz                                                                                               | Alemanha                                                                                                   | Atacante                                                                                                   | [ 21 ] |
| 2003 Detalhes                                                                                              | 2°. | Mia Hamm                                                                                                   | Estados Unidos                                                                                             | Atacante                                                                                                   | [ 21 ] |
| 2003 Detalhes                                                                                              | 3°. | Hanna Ljungberg                                                                                            | Suécia | Atacante                                                                                                   | [ 21 ] |
| 2004 Detalhes                                                                                              | 1°. | Birgit Prinz                                                                                               | Alemanha                                                                                                   | Atacante                                                                                                   | [ 22 ] |
| 2004 Detalhes                                                                                              | 2°. | Mia Hamm                                                                                                   | Estados Unidos                                                                                             | Atacante                                                                                                   | [ 22 ] |
| 2004 Detalhes                                                                                              | 3°. | Marta | Brasil | Atacante                                                                                                   | [ 22 ] |
| 2005 Detalhes                                                                                              | 1°. | Birgit Prinz                                                                                               | Alemanha                                                                                                   | Atacante                                                                                                   | [ 23 ] |
| 2005 Detalhes                                                                                              | 2°. | Marta | Brasil | Atacante                                                                                                   | [ 23 ] |
| 2005 Detalhes                                                                                              | 3°. | Shannon Boxx                                                                                               | Estados Unidos                                                                                             | Atacante                                                                                                   | [ 23 ] |
| 2006 Detalhes                                                                                              | 1°. | Marta | Brasil | Atacante                                                                                                   | [ 12 ] |
| 2006 Detalhes                                                                                              | 2°. | Kristine Lilly                                                                                             | Estados Unidos                                                                                             | Atacante                                                                                                   | [ 12 ] |
| 2006 Detalhes                                                                                              | 3°. | Renate Lingor                                                                                              | Alemanha                                                                                                   | Meia | [ 12 ] |
| 2007 Detalhes                                                                                              | 1°. | Marta | Brasil | Atacante                                                                                                   | [ 24 ] |
| 2007 Detalhes                                                                                              | 2°. | Birgit Prinz                                                                                               | Alemanha                                                                                                   | Atacante                                                                                                   | [ 24 ] |
| 2007 Detalhes                                                                                              | 3°. | Cristiane                                                                                                  | Brasil | Atacante                                                                                                   | [ 24 ] |
| 2008 Detalhes                                                                                              | 1°. | Marta | Brasil | Atacante                                                                                                   | [ 25 ] |
| 2008 Detalhes                                                                                              | 2°. | Birgit Prinz                                                                                               | Alemanha                                                                                                   | Atacante                                                                                                   | [ 25 ] |
| 2008 Detalhes                                                                                              | 3°. | Cristiane                                                                                                  | Brasil | Atacante                                                                                                   | [ 25 ] |
| 2009 Detalhes                                                                                              | 1°. | Marta | Brasil | Atacante                                                                                                   | [ 26 ] |
| 2009 Detalhes                                                                                              | 2°. | Birgit Prinz                                                                                               | Alemanha                                                                                                   | Atacante                                                                                                   | [ 26 ] |
| 2009 Detalhes                                                                                              | 3°. | Kelly Smith                                                                                                | Inglaterra                                                                                                 | Atacante                                                                                                   | [ 26 ] |
| Entre 2010 e 2015, o prêmio foi entregue em parceria com a France Football, e denominado FIFA Ballon d'Or. | Entre 2010 e 2015, o prêmio foi entregue em parceria com a France Football, e denominado FIFA Ballon d'Or. | Entre 2010 e 2015, o prêmio foi entregue em parceria com a France Football, e denominado FIFA Ballon d'Or. | Entre 2010 e 2015, o prêmio foi entregue em parceria com a France Football, e denominado FIFA Ballon d'Or. | Entre 2010 e 2015, o prêmio foi entregue em parceria com a France Football, e denominado FIFA Ballon d'Or. | [ 1 ]  |
| A partir de 2016, a premiação foi denominada de FIFA The Best                                              | | | | |        |

### Por jogadora
|   | Jogadora     | Primeiro(s) | Segundo(s) | Terceiro(s) |
| - | ------------ | ----------- | ---------- | ----------- |
| 1 | Marta        | 4           | 1          | 1           |
| 2 | Birgit Prinz | 3           | 4          | 0           |
| 3 | Mia Hamm     | 2           | 2          | 0           |

### Por país
| Prêmios | País           |
| ------- | -------------- |
| 4       | Brasil         |
| 3       | Alemanha       |
| 2       | Estados Unidos |